# František Mrázek (sochař)

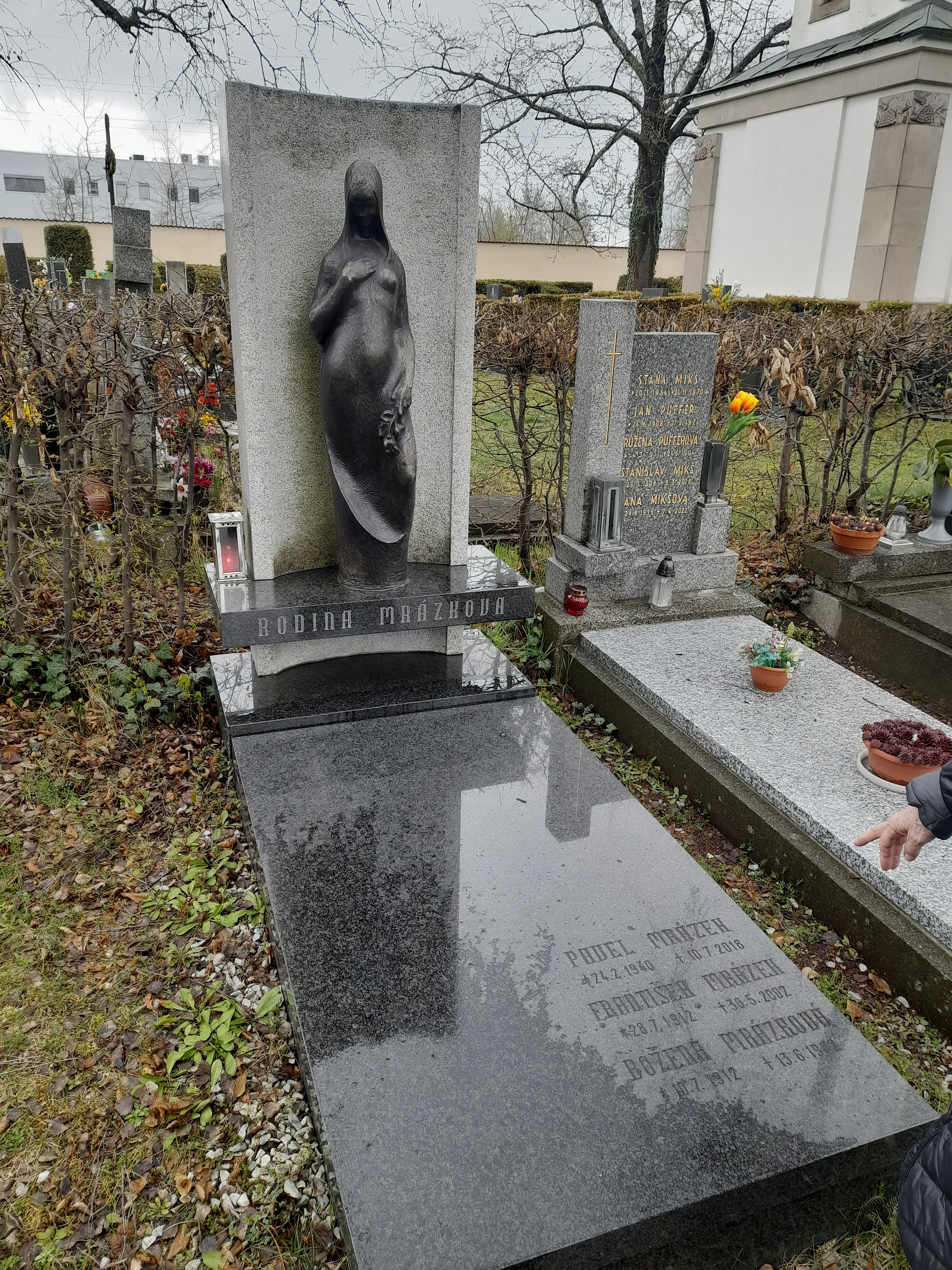
Hrob na hřbitově svaté Otýlie v Českých Budějovicích

František Mrázek (28. července 1912, České Budějovice – 30. května 2002, České Budějovice) byl český sochař a medailér. Většinu svých děl tvořil ve slohu socialistického realismu a na území jižních Čech. V rodných Českých Budějovicích patří mezi autory s největším počtem soch umístěných ve veřejném prostoru.

## Život
Narodil se jako třetí z dětí manželů Karla Mrázka a Františky, rozené Šindelářové. V raném dětství přišel o otce, který padl roku 1916 na frontě první světové války. O matku přišel ve čtrnácti letech v roce 1926. V letech 1919–1926 navštěvoval obecnou a měšťanskou školu v Českých Budějovicích. Po smrti matky v roce 1926 nastoupil do učení v keramické dílně J. Tmeje v Českých Budějovicích. Ta záhy ukončila činnost, a tak se v letech 1926–1929 vyučil v keramickém závodě F. Daňka jako modelář–keramik. V letech 1932–1934 absolvoval základní vojenskou službu u dělostřeleckého pluku, bezprostředně poté následoval sňatek s Boženou, rozenou Vančurovou. Roku 1939 byl přijat na Uměleckoprůmyslovou školu v Praze, kde setrval do roku 1940 jako žák prof. Jana Laudy. Následně se vrátil do Českých Budějovic na vedoucí pozici v Daňkově závodu, kde setrval do roku 1945. Již v roce 1944 se stal členem Sdružení jihočeských výtvarníků a v roce 1949 i členem Svazu československých výtvarných umělců, kde zastával i různé krajské funkce.
V roce 1948 byl přizván k přípravám na obnovu za války odstraněného pomníku Jana Valeriána Jirsíka před českobudějovickou katedrálou. Mrázek opravil zachovalý původní sádrový model sochy, k jejímu odlití a obnově památníku ale nakonec nedošlo. V roce 1950 se poprvé účastnil veřejné sochařské soutěže. Získal první cenu, kterou byla zakázka plastiky Dělnický učitel pro základní školu v Miroticích. Následovaly další soutěže a výstavy. V roce 1956 podnikl studijní cestu do Německa, 1957 do Maďarska a Jugoslávie, 1969 do Rakouska a Itálie, 1972 do Sovětského svazu a 1975 znovu do Jugoslávie a 1976 znovu do Sovětského svazu a Německa, následně do Řecka. Roku 1979 do Belgie, Holandska a Francie.
V roce 1970 byl jmenován členem Přípravného výboru výtvarných umělců v Jihočeském kraji, dva roky poté byl zvolen do výboru krajské organizace Svazu českých výtvarných umělců a do umělecké komise Českého fondu výtvarných umění. Dva roky poté byl jmenován členem Umělecké komise hlavního města Prahy.
Mrázek byl roku 1977 jmenován Zasloužilým umělcem a v roce 1982 mu byl propůjčen Řád práce. Kromě toho se mu dostalo více než 15 dalších poct a ocenění, mimo jiné to byly Pamětní medaile 700 let města Českých Budějovic (1965), Stříbrná medaile ze zásluhy v souvislosti s 100 let založení Jihočeského muzea (1977) a Zlatý odznak města Českých Budějovic (1979).

## Dílo
V mládí chtěl být malířem. Tomu však nebyly další životní události nakloněné a umělecké osudy směřovaly k sochařství. Původní zálibu autor uplatnil jen krátce jako malíř porcelánu v Praze, částečně též v době nástupu socializace v zemědělství, kdy dostal ke zpracování politické plakáty a letáky určené pro venkov.
Bořivoj Lauda považoval za první Mrázkovy závažné umělecké práce především hliněné sochy z první poloviny čtyřicátých let. Odrážejí události druhé světové války, jsou zobrazením lidských tragédií a protestem proti bezpráví. Vyznačují se až expresivním výrazem. Sochařské portréty druhé poloviny 40. let (Kebl, Otík, Pavlík) označil Lauda za realisticky přesvědčivé a pozdější portréty jako Renata (1959), Karel Štěch (1977) a Karel Stehlík (1978) považuje za silné stránky Mrázkovy tvorby.
Řada Mrázkových prací (soch, plastik, reliéfů) byla určena pro veřejný prostor a to jak interiéry, tak exteriéry, ve kterých se uplatnila i monumentálnější díla (prvním se stal reliéf pro Památník padlým sovětským vojákům z roku 1956 umístěný na hřbitově svaté Otýlie). K nim patřily sochy pro pomníky a památníky související s válečnými událostmi, dekorativní sochy (často součásti vodních prvků) a v menší míře i sochy socialistických funkcionářů (např. portrét pro pomník Klementa Gottwalda v Dačicích nebo socha téhož pro České Budějovice). Většina Mrázkova díla určená pro veřejný prostor se uplatnila v jižních Čechách, především v Českých Budějovicích a blízkém okolí. K nejznámějším patří Malše II. umístěná u Lidické třídy poblíž pivovaru Samson, Labutě na křižovatce Lidické a Mánesovy u domu Experiment (postupující chátrání zanedbané plastiky město omlouvá složitými majetkovými poměry), Volavky pro fontánu v parku Sady (odcizeno 1995) a Basketbalista v parku Dlouhá louka u Sportovní haly. Zcela jedinečným Mrázkovým dílem je bronzové sousoší Soutok Vltavy s Malší (1962), které Miroslav Krajný popisuje jako navzájem se proplétající ženské akty s důrazem na hybnost, dramatičnost a zvýrazněný senzualizmus. Sousoší bylo do roku 2008 umístěno ve fontáně na „náměstí“ Vltava-střed (před KD Vltava na stejnojmenném sídlišti), odkud bylo během rekonstrukce prostranství odstraněno a do veřejného prostoru vráceno až v roce 2021, ovšem na nové místo u Dlouhého mostu. Cenná je rovněž socha Pramen umístěná ve vodárenské areálu Plav.
Mrázkovy pomníky, památníky a pamětní desky byly zejména v souvislosti s rozmachem socialistické výstavby v 70. letech 20. století rozesety po celém Jihočeském kraji. Vytvořil díla pro Dačice, Jindřichův Hradec, Novou Včelnici, Týn nad Vltavou, Zliv a další obce. Jeho dílo bylo bohatě zastoupeno na výstavách v jižních Čechách, ale také v Praze v roce 1964 i ve Švédsku a Maďarsku.

## Seznam děl
Díla jsou řazena chronologicky, seznam není kompletní.
| Objekt                                              | Obrázek                                                 | Datum | Umístění                                             | Materiál         | Galerie                                                                       | Poznámka |
| --------------------------------------------------- | ------------------------------------------------------- | ----- | ---------------------------------------------------- | ---------------- | ----------------------------------------------------------------------------- | --- |
| portrét J. H.                                       |                                                         | 1940  |                                                      |                  |                                                                               | [ 3 ] |
| Akt                                                 |                                                         | 1940  |                                                      |                  |                                                                               | [ 3 ] |
| Tanec                                               |                                                         | 1941  |                                                      |                  |                                                                               | [ 3 ] |
| Vzpomínka                                           |                                                         | 1942  |                                                      | pálená hlína     |                                                                               | Výška 110 cm. |
| Portrét Pavla                                       |                                                         | 1942  |                                                      |                  |                                                                               | Také uváděna jako podobizna syna Pavla. |
| Lidice                                              |                                                         | 1943  |                                                      | pálená hlína     |                                                                               | Výška 32 cm. |
| Lidice                                              |                                                         | 1943  |                                                      | bronz            |                                                                               | Výška 29 cm. |
| Chlapec                                             |                                                         | 1943  |                                                      | pálená hlína     |                                                                               | Výška 22 cm. |
| Průvodčí                                            |                                                         | 1943  |                                                      |                  |                                                                               | [ 3 ] |
| Jaro                                                |                                                         | 1944  |                                                      | pálená hlína     |                                                                               | Výška 38 cm. Ženský akt. |
| Léto                                                |                                                         | 1944  |                                                      |                  |                                                                               | [ 3 ] |
| Podzim                                              |                                                         | 1944  |                                                      |                  |                                                                               | [ 3 ] |
| Zima                                                |                                                         | 1944  |                                                      |                  |                                                                               | [ 3 ] |
| Pod tíhou                                           |                                                         | 1944  |                                                      |                  |                                                                               | [ 3 ] |
| Bolest                                              |                                                         | 1944  |                                                      |                  |                                                                               | [ 3 ] |
| Zoufalství                                          |                                                         | 1944  |                                                      |                  |                                                                               | [ 3 ] |
| Nenávist                                            |                                                         | 1944  |                                                      |                  |                                                                               | [ 3 ] |
| Vzdor                                               |                                                         | 1944  |                                                      | pálená hlína     |                                                                               | Výška 40 cm. |
| Buchenwald                                          |                                                         | 1945  |                                                      |                  |                                                                               | [ 3 ] |
| Nad hrobem                                          |                                                         | 1945  |                                                      |                  |                                                                               | [ 3 ] |
| Nálet                                               |                                                         | 1945  |                                                      | pálená hlína     |                                                                               | Výška 55 cm. |
| Prosící                                             |                                                         | 1945  |                                                      | pálená hlína     |                                                                               | Výška 22 cm. Podle jiného zdroje pochází z roku 1946. |
| Drbny                                               |                                                         | 1945  |                                                      |                  |                                                                               | [ 3 ] |
| V naději                                            |                                                         | 1946  |                                                      | pálená hlína     |                                                                               | Výška 34 cm. |
| Holý život                                          |                                                         | 1946  |                                                      | pálená hlína     |                                                                               | Výška 35 cm. |
| Poezie                                              |                                                         | 1946  |                                                      |                  |                                                                               | Ženský akt. |
| Pomník účastníků II. národního odboje (Q95690757)   |                                                         | 1946  | hřbitov Mladé České Budějovice                       | leštěná žula     |                                                                               | Reliéf pro hřbitov v Mladém od F. Mrázka na pomníku podle návrhu V. Háry. Uvádí 15 jmen. Před hřbitovem. |
| Matka                                               |                                                         | 1946  |                                                      | patinovaná sádra |                                                                               | Výška 29 cm nebo 30cm. Také uváděna jako podobizna matky |
| Ejhle člověk                                        |                                                         | 1946  |                                                      |                  |                                                                               | Plastika. |
| Do kostela                                          |                                                         | 1947  |                                                      |                  |                                                                               | [ 3 ] |
| Reliéf padlým (Q94444248)                           |                                                         | 1947  | Netolice                                             |                  | Kategorie „Reliéf padlým (Netolice)“ na Wikimedia Commons                     | U zdi kostela sv. Václava. |
| Pamětní deska Bohumila Kozlíka                      |                                                         | 1947  |                                                      |                  |                                                                               | Deska věnovaná řediteli školy ze Slavče popravenému v Táboře. |
| Portrét V. Kebla                                    |                                                         | 1947  |                                                      | pálená hlína     |                                                                               | Výška 34 cm. |
| Dělník                                              |                                                         | 1947  |                                                      |                  |                                                                               | [ 3 ] |
| Kovák                                               |                                                         | 1948  |                                                      |                  |                                                                               | [ 3 ] |
| Milicionář                                          |                                                         | 1948  |                                                      |                  |                                                                               | [ 3 ] |
| Zedník                                              |                                                         | 1948  |                                                      |                  |                                                                               | K příležitosti zemědělské výstavy v Soběslavi 1950. |
| Dřevorubec                                          |                                                         | 1948  |                                                      |                  |                                                                               | [ 3 ] |
| Husité                                              |                                                         | 1948  |                                                      |                  |                                                                               | [ 3 ] |
| Budování socialismu                                 |                                                         | ≥1948 |                                                      |                  |                                                                               | K příležitosti zemědělské výstavy v Soběslavi 1950 jako ústřední motiv výstaviště. |
| V nový život                                        |                                                         | 1949  |                                                      |                  |                                                                               | [ 3 ] |
| Pavel                                               |                                                         | 1949  |                                                      | pálená hlína     |                                                                               | Výška 36 cm. Také uváděn jako Pavlík nebo Pavlík Trčka. |
| Ota                                                 |                                                         | 1949  |                                                      | pálená hlína     |                                                                               | Výška 36 cm. Také uváděn jako Otík nebo Otík Trčka. |
| Země                                                |                                                         | 1949  |                                                      |                  |                                                                               | Ženský akt. |
| Dělnický učitel                                     |                                                         | 1951  | Mirotice                                             |                  |                                                                               | Pro novou školní budovu. |
| Stávka                                              |                                                         | 1952  | Štěkeň                                               |                  |                                                                               | Pro školu. |
| Družstevnice                                        |                                                         | 1954  |                                                      |                  |                                                                               | [ 3 ] |
| Krmička                                             |                                                         | 1954  |                                                      |                  |                                                                               | [ 3 ] |
|                                                     |                                                         | 1955  | České Budějovice                                     |                  |                                                                               | Reliéfy s náměty dětí pro novostavby. |
| Spartakiáda                                         |                                                         | 1955  |                                                      |                  |                                                                               | Dívčí postava s kužely. |
| Malše                                               |                                                         | 195x  |                                                      |                  |                                                                               | [ 6 ] |
| Památník vojáků Rudé armády (Q96063177)             |                                                         | 1956  | hřbitov svaté Otýlie České Budějovice                | pískovec         | Kategorie „Pomník vojáků Rudé armády (České Budějovice)“ na Wikimedia Commons | 170 × 350 cm. Ve spolupráci s architektem Josefem Vítů. |
| Renatka                                             |                                                         | 1957  |                                                      | bronz            |                                                                               | Výška 46 cm, také uváděna jako Renata. Portrét. |
|                                                     |                                                         | 1957  | Sokolov                                              |                  |                                                                               | Reliéfy s náměty dětí pro obytné domy. |
| Basketbalista                                       |                                                         | 1957  |                                                      |                  |                                                                               | [ 3 ] |
| Romanovci                                           |                                                         | 1957  |                                                      |                  |                                                                               | Reliéf. |
| Hokejisté                                           |                                                         | 1957  |                                                      | patinovaná sádra |                                                                               | 30 × 100 cm. Rozměrnější dekorativní reliéf. Podle jiného zdroje pochází z roku 1959. |
| Toaleta                                             |                                                         | 1958  |                                                      | bronz            |                                                                               | Výška 23 cm. V majetku AJG. |
| Mladá družstevnice                                  |                                                         | 1959  |                                                      | sádra            |                                                                               | Výška 56 cm. |
| Od husitství k socialismu                           |                                                         | 1959  | Strakonice                                           | patinovaná sádra |                                                                               | Reliéf. 120 × 350 cm. Sochařská výzdoba kulturního domu motockylových závodů. |
|                                                     |                                                         | 1959  | České Budějovice                                     |                  |                                                                               | Řešení interiéru haly českobudějovického pivovaru. |
| Portrét ak. malíře Jana Rafaela Schustra            |                                                         | 1959  |                                                      | pálená hlína     |                                                                               | Výška 45 cm. |
| Portrét Renaty                                      |                                                         | 1959  |                                                      | bronz            |                                                                               | Výška 35 cm. |
| Portrét paní M. N.                                  |                                                         | 1959  |                                                      | patinovaná sádra |                                                                               | Výška 55 cm. |
| Rybář                                               |                                                         | 1959  | Vodňany                                              |                  |                                                                               | Pro rybářskou školu. |
| Sbírání brambor                                     |                                                         | 1959  |                                                      | patinovaná sádra |                                                                               | 50 × 75 cm. |
| Budování jižních Čech                               |                                                         | 1960  |                                                      |                  |                                                                               | Reliéf. Řada figur, nositelů symbolických významů. |
| Výlov                                               |                                                         | 1960  |                                                      | patinovaná sádra |                                                                               | Reliéf. 35 × 100 cm. |
| Rybář                                               |                                                         | 1960  |                                                      | patinovaná sádra |                                                                               | Výška 60 cm. |
| Rybář                                               |                                                         | 1960  | Výstaviště České Budějovice                          |                  |                                                                               | Ze zdroje nelze jednoznačně rozlišit, zda jde o totožné dílo s výše uvedenou 60cm soškou z patinované sádry nebo odlišnou práci.                                                                                    |
| Ošetřovatelka telat                                 |                                                         | 1960  |                                                      |                  |                                                                               | Plastika. |
| Sázení stromků                                      |                                                         | 1960  | Výstaviště České Budějovice                          |                  |                                                                               | Pro výstavu Země živitelka. |
| Družstevníci                                        |                                                         | 1960  |                                                      |                  |                                                                               | Plastika. |
| Smuteční plastika                                   | Smuteční plastika                                       | 1960? | Nový hřbitov v Borovanech (okres České Budějovice)   |                  | Kategorie „Smuteční plastika (František Mrázek)“ na Wikimedia Commons         | Socha poblíž centrálního kříže. |
| Ivanka                                              |                                                         | 1961  |                                                      |                  |                                                                               | Portrét. |
| Z bojů dělnické třídy. I.                           |                                                         | 1961  | Jihočeské muzeum                                     | patinovaná sádra |                                                                               | Reliéf. 80 × 100 cm(?) |
| Z bojů dělnické třídy. Exekuce II.                  |                                                         | 1961  | Jihočeské muzeum                                     | patinovaná sádra |                                                                               | Reliéf. 80 × 100 cm. |
| Z bojů dělnické třídy. Osvobození III.              |                                                         | 1961  | Jihočeské muzeum                                     | patinovaná sádra |                                                                               | Reliéf. 80 × 100 cm. |
| Z bojů dělnické třídy. IV.                          |                                                         | 1961  | Jihočeské muzeum                                     | patinovaná sádra |                                                                               | Reliéf. 80 × 100 cm(?) |
| Divadlo                                             |                                                         | 1961  |                                                      |                  |                                                                               | [ 3 ] |
| Rybář                                               |                                                         | 1962  | Hluboká nad Vltavou                                  |                  |                                                                               | Monumentálnější verze Rybáře pro Státní rybářství. |
| Rybář                                               |                                                         | 1962  |                                                      | patinovaná sádra |                                                                               | Výška 130 cm, v majetku AJG. Ze zdroje nelze určit, zda je dílo totožné se sochou pro Státní rybářství. |
| Soutok Vltavy s Malší (Q106497108)                  | Soutok Vltavy s Malší                                   | 1962  | Fr. Ondříčka 1243/46 Dlouhý most České Budějovice    | bronz            | Kategorie „Soutok Vltavy s Malší (František Mrázek)“ na Wikimedia Commons     | Socha vznikla v roce 1962; na Vltavě-střed však byla umístěna až roku 1985. Odstraněna v roce 2008 při revitalizaci náměstí Vltava-střed. 6. května 2021 umístěna u Dlouhého mostu na vyhlídce poblíž Zátkovy vily. |
| Labutě (Q57436625)                                  | Labutě                                                  | 1963  | Lidická 136/5 České Budějovice                       | laminát          | Kategorie „Labutě u Experimentu“ na Wikimedia Commons                         | |
| Vodárenství                                         |                                                         | 1963  | Plav                                                 |                  |                                                                               | Reliéf pro „čistírnu vody ve Vidově“. |
| Mateřství (Q57504196)                               | Labutě                                                  | 1965  | Sady České Budějovice                                | pískovec         | Kategorie „Pomník Mateřství (České Budějovice)“ na Wikimedia Commons          | Socha je některými zdroji uváděna jako pomník. |
| Ukradené volavky (Q80458695)                        | Ukradené volavky (na snímku chybí, neboť jsou ukradené) | 1965  | Sady České Budějovice                                | laminát          |                                                                               | Plastika volavek umístěná na jedné z fontán v parku Sady. Výška 160 cm. Původní název: Volavky. Odstraněná (ukradená) mezi lety 1993–1997, pravděpodobně 1995. Fontána obnovená v roce 2002.                        |
| Volavky II.                                         |                                                         | 1965  | Pražská České Budějovice                             | laminát          |                                                                               | V bazénku s okrasnými rybičkami před vchodem do budovy tehdejšího Státního rybářství na Pražské třídě. |
| Výlov                                               |                                                         | 1965  | České Budějovice                                     |                  |                                                                               | Reliéf. Pro státní rybářství. |
| Malše II. (Q93769872)                               | Malše II.                                               | 1965  | Lidická 174/37 České Budějovice                      | laminát          | Kategorie „Malše II.“ na Wikimedia Commons                                    | Výška 120 cm. Po restaurování v zimě 2020 / 2021 byla socha umístěna na původní místo 28. dubna 2021. |
| Malše III.                                          |                                                         | 1965  |                                                      |                  |                                                                               | Také označovaná Klečící Malše nebo Malše |
| Pramen (Q105390971)                                 |                                                         | 1966  | úpravna vody Plav                                    | pískovec         |                                                                               | Výška 144 cm. Ve zdroji uvedeno „ve vodárně ve Vidově“. |
| Dívčí akt                                           |                                                         | 1967  | Vimperk                                              |                  |                                                                               | Pro sídliště. |
| Pamětní deska Ondřeje Puklice ze Vztuh (Q104997330) |                                                         | 1967  | Krajinská 36/2 České Budějovice                      | laminát          | Kategorie „Pamětní deska Ondřeje Puklice ze Vztuh“ na Wikimedia Commons       | Pamětní deska na Puklicově domu. |
| Rodina (Q67183987)                                  |                                                         | 1968  | kulturní dům Máj Pelhřimov                           | pískovec         | Kategorie „Rodina (Pelhřimov)“ na Wikimedia Commons                           | Výška 120 cm. Podle jiného zdroje pochází z roku 1967. |
| Sedící                                              |                                                         | 1968  |                                                      |                  |                                                                               | [ 3 ] |
| Malše II.                                           |                                                         | 1969  |                                                      | patinovaná hlína |                                                                               | Abstrahující ženský akt. |
| Mateřství                                           |                                                         | 1969  |                                                      |                  |                                                                               | Podle jiného zdroje pochází z roku 1970. |
| Portrét archeologa V. Dubského                      |                                                         | 1969  |                                                      | laminát          |                                                                               | Busta. Výška 60 cm. |
| Mašle (Q96068566)                                   | Mašle                                                   | 1969  | Pekárenská 1060/25 České Budějovice                  | laminát          | Kategorie „Plastika (Pekárenská)“ na Wikimedia Commons                        | Plastika pro sídliště. Podle z roku 1969, podle z roku 1970. Některými zdroji je dílo označováno jako Kompozice II.                                                                                                 |
| Kompozice (Q106493834)                              | Kompozice                                               | 1970  | Čéčova 2092/66 České Budějovice                      | pískovec         | Kategorie „Kompozice (Čéčova)“ na Wikimedia Commons                           | Výška 160 cm. |
| Jižní Čechy                                         |                                                         | 1970  | České Budějovice                                     |                  |                                                                               | Reliéf pro středisko výpočetní techniky. |
| Sova                                                |                                                         | 1970  | ZŠ Hořepník                                          | pískovec         |                                                                               | Výška 160 cm. |
| Květ                                                |                                                         | 1970  |                                                      | tepaná měď       |                                                                               | Dekorativní plastika pro sídliště. Výška 160 cm. Umístěno ve veřejném prostoru (lokalitu zdroj neuvádí). Jednou uveden letopočet 1970, podruhé 1971.                                                                |
| Vzpomnínka                                          |                                                         | 1970  |                                                      | laminát          |                                                                               | Výška 120 cm. |
| prezident Klement Gottwald                          |                                                         | 1971  | Dačice                                               |                  |                                                                               | Portrét pro pomník. |
| Julie Prokopová                                     |                                                         | 1971  | České Budějovice                                     |                  |                                                                               | Portrét pro pamětní desku. |
| Pomník přátelství                                   |                                                         | 1971  |                                                      |                  |                                                                               | Reliéf ženy s holubicí. |
| PD sekretariátu I                                   |                                                         | 1971  | Lannova 51/23                                        |                  |                                                                               | Trojice pamětních desek odhalená 13. května 1971 v předvečer 50 let od ustavujícího sjezdu Komunistické strany Československa. 60 × 40 cm. Laminát, bronz. Odstraněna 1990.                                         |
| PD sekretariátu II                                  | Pamětní deska                                           | 1971  | Žižkova                                              |                  |                                                                               | Trojice pamětních desek odhalená 13. května 1971 v předvečer 50 let od ustavujícího sjezdu Komunistické strany Československa. 50 × 40 cm. Laminát, bronz.                                                          |
| PD sekretariátu III                                 |                                                         | 1971  | Dr. Stejskala                                        |                  |                                                                               | Trojice pamětních desek odhalená 13. května 1971 v předvečer 50 let od ustavujícího sjezdu Komunistické strany Československa. 50 × 40 cm. Laminát, bronz.                                                          |
| Antonín Zápotocký                                   |                                                         | 1973  |                                                      |                  |                                                                               | Busta. |
| Julius Fučík                                        |                                                         | 1973  | Třeboň                                               | sádra            |                                                                               | Busta. Výška 60 cm. Na pamětní desku v Třeboni. |
| Ležící žena                                         |                                                         | 1974  | Nová Bystřice                                        |                  |                                                                               | Pro sídliště. |
| Internacionalismus                                  |                                                         | 1974  |                                                      | laminát          |                                                                               | Skica. 27 × 40 cm. |
| Internacionalismus                                  |                                                         | 1975  | Muzeum dělnického revolučního hnutí České Budějovice | kov              |                                                                               | Sousoší pěti osob. 220 × 340 cm. |
| Pomník osvobození (Q110205504)                      |                                                         | 1975  | Týn nad Vltavou                                      | pískovec         |                                                                               | Výška 240 cm. |
| Šamotář                                             |                                                         | 1975  |                                                      | laminát          |                                                                               | Výška 120 cm. |
| Šamotář (Q94444999)                                 | Šamotář                                                 | 1975  | Zliv                                                 | kámen            | Kategorie „Šamotář (Zliv)“ na Wikimedia Commons                               | Výška 240 cm. |
| Klement Gottwald                                    |                                                         | 1976  |                                                      | patinovaná sádra |                                                                               | Výška 105 cm. Podle jiného zdroje dosahuje 100 cm, šlo o skicu a byla v majetku KV KSČ. |
| Zima                                                |                                                         | 1977  |                                                      | bronz            |                                                                               | Výška 26 cm nebo 27 cm. |
| Milenci                                             |                                                         | 1977  |                                                      | bronz            |                                                                               | Výška 15 cm. |
| Rybář                                               |                                                         | 1977  |                                                      | bronz            |                                                                               | Výška 27 cm. |
| Poezie I.                                           |                                                         | 1977  |                                                      | bronz            |                                                                               | Výška 25 cm. |
| Poezie II.                                          |                                                         | 1977  |                                                      | bronz            |                                                                               | Výška 27 cm. |
| Portrét národního umělce Karla Štěcha               |                                                         | 1977  |                                                      | bronz            |                                                                               | Výška 45 cm. Zdroj uvádí jednou letopočet 1977, podruhé 1979. Podle dalšího zdroje 1977. |
| Portrét ak. mal. K. Stehlíka                        |                                                         | 1978  |                                                      | patinovaná sádra |                                                                               | [ 5 ] |
| Jižní Čechy                                         |                                                         | 1978  |                                                      | laminát          |                                                                               | 22 × 43 cm. |
| Žena s dítětem                                      | Žena s dítětem                                          | 1978  | Strakonice                                           | pískovec         |                                                                               | Výška 210 cm; šířka 60 cm; hloubka 50 cm. Sokl: v. 115 cm; š. 65 cm; h. 50 cm. Socha byla původně osazena v ploše veřejné zeleně na sídlišti Mlýnská, v říjnu 2021 přesunuta do parku U Soudu.                      |
| Pomník K. Gottwalda (Q106768131)                    |                                                         | 1979  |                                                      | bronz            |                                                                               | Výška 315 cm. Architektonickou úpravu provedl Otto Kubík. V prosinci 1989 odstraněna, od r. 1999 uložena v Mříči, od roku 2005 v soukromém muzeu na Zlínsku.                                                        |
| Přátelství                                          |                                                         | 1980  | České Budějovice                                     | pískovec         |                                                                               | Sousoší pro pomník. Výška 270 cm. V exteriéru (přesnou lokalitu zdroj neuvádí). |
| Rybář (Q80455971)                                   | Rybář                                                   | 1980  | Třeboň                                               | pískovec         | Kategorie „Fisherman statue (Třeboň)“ na Wikimedia Commons                    | [ 11 ] |
| Matka s dítětem a holubicí                          |                                                         | 1981  |                                                      | sádra            |                                                                               | Výška 86 cm. |
| Mateřství I.                                        |                                                         | 1981  |                                                      | patinovaná sádra |                                                                               | Výška 26 cm. |
| Mateřství II.                                       |                                                         | 1981  |                                                      | patinovaná sádra |                                                                               | Výška 26 cm. |
| Mír                                                 |                                                         | 1981  |                                                      | laminát          |                                                                               | 40 × 100 cm. |
| Soutok                                              |                                                         | 1983  |                                                      |                  |                                                                               | Drobná soška, snad studie k nerealizovanému většímu dílu. |
| Košíkář                                             |                                                         | 1985  |                                                      | laminát          |                                                                               | Výška 68 cm. Studie (vystavená v roce 1988 v Alšově galerii) k soše Basketbalista. |
| Basketbalista (Q97142647)                           | Basketbalista                                           | 1985  | Stromovka 1216/12 České Budějovice                   | bronz            | Kategorie „Basketbalista by František Mrázek“ na Wikimedia Commons            | Výška 200 cm. |
| Řeka I.                                             |                                                         | 1987  |                                                      | bronz            |                                                                               | Drobná socha. |
| Řeka II.                                            |                                                         | 1987  |                                                      | bronz            |                                                                               | Drobná socha. |
| Řeka III.                                           |                                                         | 1987  |                                                      | bronz            |                                                                               | Drobná socha. |

- Pamětní medaile města Jindřichova Hradce, bronz, Ø 60 mm, 1969
- Medaile Město Jindřichův Hradec, bronz, Ø 50 mm, 1970[4]
- Medaile Země živitelka, bronz, Ø 50 mm, 1974[4]
- Medaile Mezinárodní výstava poštovních známek, bronz, Ø 60 mm, 1973[4]
- Medaile k 30. výročí osvobození Československa Sovětskou armádou, bronz, Ø 50 mm, 1975